# Gunnar Brandell
Gunnar Brandell, född 1 oktober 1916 i Södertälje, död 8 mars 1994 i Uppsala, var en svensk litteraturhistoriker och journalist.

## Biografi
Brandell växte upp i Uppsala, där han avlade studentexamen 1933 vid Uppsala högre allmänna läroverk och filosofisk ämbetsexamen 1936 vid Uppsala universitet. Han blev filosofie licentiat 1944 vid Stockholms högskola. Han var docent i litteraturhistoria vid Stockholms högskola/universitet 1950–1962, och promoverades till filosofie doktor 1951 vid Stockholms högskola.
Brandell var lärare vid Gästriklands folkhögskola 1936‒1946. Han var litteraturkritiker i Bonniers litterära magasin (BLM) (1938–1940) och Göteborgs Handels- och Sjöfartstidning (GHT) (1940–1948). Under åren 1946–1948 var han utrikeskorrespondent i Paris för GHT. Han var chef för Svenska Dagbladets kulturavdelning under åren 1951–1962. År 1963 utnämndes han till professor i litteraturhistoria med poetik vid Uppsala universitet, en befattning som han innehade fram till pensioneringen år 1981.
Brandell var ledamot av Kungl. Vitterhetsakademin, Kungl. Vetenskaps-Societeten i Uppsala och Kungliga Humanistiska Vetenskapssamfundet i Uppsala. Han var ordförande i Strindbergssällskapet 1965–1975.
Gunnar Brandell var son till Georg Brandell (1873–1958) och Alfrida, född Franck (1889–1969). Han var från 1937 gift med Kerstin Brandell, född Jönson (1909–2003).
Gunnar Brandell är begravd på Uppsala gamla kyrkogård.

## Verksamhet
Brandells författarskap har framför allt ägnats August Strindberg med bl.a. doktorsavhandlingen Strindbergs infernokris och biografin Strindberg – ett författarliv i fyra delar. Intresset för psykologiska och existentiella frågor har avsatt spår i form av essäsamlingar om nihilismen och om Sigmund Freud, liksom översättningar av existentialisten Albert Camus. Han författade även litteraturhistoriska översiktsverk, bl.a. Svensk litteratur 1870–1970.